# Bertrand-B. Leblanc
Pour les articles homonymes, voir Bertrand Leblanc.
Bertrand-B. Leblanc (né le 8 mai 1928 au Lac-au-Saumon - mort le 3 août 2016) est un romancier et dramaturge québécois.

## Biographie
Il obtient un diplôme à l'École des hautes études commerciales de l'Université Laval en 1952 et une licence en sciences sociales de l'Université de Montréal en 1955. Il se dirige ensuite vers l'industrie forestière et la construction afin de suivre les traces de son père. Il y travaillera jusqu'à sa retraite en 1981, à la suite de quoi il décidera s'investir dans l'écriture.
Il n'y a pas si longtemps, les œuvres théâtrales de cet artiste furent les pièces les plus jouées dans les théâtres d'été québécois.
Leblanc a un type d'écriture dite « pour le grand public ». Il a l'habitude de composer, sur des motifs classiques, des comédies légères exposant des problèmes de la société contemporaine. Ceci fait de lui un des rares dramaturges québécois à avoir cette écriture typiquement bourgeoise.

## Citations
« Il n'y a rien comme l'argent pour faire taire la malveillance. »
« C'est tout de même curieux de voir combien il est difficile de parler en bien de son prochain et combien le salir est aisé. »
« On pardonne mal au premier de classe de ne jamais laisser la place aux autres. »
(extraites de La Butte-aux-Anges).

## Honneurs
- Bertrand B. Leblanc a reçu le Prix Arthur-Buies pour l'ensemble de son œuvre en 1979
- Il est membre de l'Union des écrivaines et des écrivains québécois.

## Œuvre
- Baseball/Montréal, Montréal, éditions du Jour, C-42, 1970, 191 p. ill. portr. 20 cm.
- La Butte-aux-anges, [Outremont], Leméac, Collection Roman québécois ; 62, 1982, 195 p. ; 23 cm.
- Les chemins de l'écriture, Notre-Dame-des-Neiges, éditions Trois-Pistoles, Écrire, 2003, 121 p., [2] p. de pl. : ill. en coul., 1 fac-sim. ; 20 cm.
- Au dernier vivant, les biens (théâtre), Montréal, Guérin littérature, 1987, 145 p. ; 21 cm.
- Faut divorcer !, [Montréal], Leméac, Théâtre/Leméac ; 93, 1981, 111 p. : portr. ; 20 cm.
- Faut faire chambre à part (théâtre), Montréal, Guérin littérature, 1988,1987, 111 p. ; 21 cm.
- Faut placer pépère, [Outremont], Leméac, Collection Théâtre Leméac ; 149, 1986, 140 p. ; 20 cm.
- Faut se marier pour..., [Outremont], Leméac, Théâtre/Leméac ; 140, 1985, 139 p. ; 20 cm.
- Le guide du chasseur, Montréal, éditions du Jour, C-51, 1970, 208 p. ill. 20 cm.
- Horace, ou l'Art de porter la redingote, Montréal, éditions du Jour, 1974, 213p. ; 20 cm. Rééd. [Montréal], Leméac, Collection Roman québécois ; 36, 1980, 226 p. ; 23 cm.
- Il y a cent ans, j'arrivions des Îles, [Lac-au-Saumon ?, s.n.], 1996, 250 p. : ill., portr. ; 23 cm.
- Joseph-Philémon Sanschagrin, ministre, [Montréal], éditions Leméac, Théâtre/Leméac ; 65, 1977, 111p. : portr. ; 20 cm.
- La Matapédia, Matapediac, Amqui ; édition MRC de la Matapédia, 2004, 215 p. ; 32 cm.
- Moi, Ovide Leblanc, j'ai pour mon dire, [Montréal], Leméac, Collection Roman québécois ; 20, 1976, 239p. ; 23 cm. Rééd. [Outremont], [Leméac], Poche Québec ; 7, 1986, 239 p. ; 18 cm  (ISBN 2760934063).
- La Révolte des jupons, [Outremont], Leméac, Collection Roman québécois ; 86, 1985, 188 p. ; 23 cm.
- Le temps d'un règne (roman), Notre-Dame-des-Neiges, éditions Trois-Pistoles, Grand tirage, 2006, 359 p. ; 24 cm.
- Til-Cul Lavoie, [Outremont], éditions Leméac, Théâtre/Leméac ; 98, 1982, 94 p. : 1 portr. : 20 cm.
- Les trottoirs de bois, [Montréal] ; Léméac, Collection Roman québécois ; 27, 1978, 265 p. ; 23 cm. Rééd. Montréal, Bibliothèque québécoise, 2008.
- Variations sur un thème anathème, [Montréal], Leméac, Collection Roman québécois ; 70, 1983, 220 p. ; 23 cm.
- Y sont fous le grand monde ! (roman), [Montréal], Leméac, Collection Roman québécois ; 34, 1979, 230 p. ; 23 cm. Rééd. Notre-Dame-des-Neiges, éditions Trois-Pistoles, Grand tirage, 2002, 227 p. ; 24 cm.

## Source et notes
1. ↑  « Avis de décès de M. Bertrand LEBLANC »
2. 1 2  Serge Provencher, Anthologie de la littérature québécoise, Montréal, ERPI, 2007, p. 177

- Serge Provencher, Anthologie de la littérature québécoise, Montréal, ERPI, 2007, xii-177 p.  (ISBN 978-2-7613-2190-7).